# Formulation des pesticides
La formulation d'un pesticide consiste à déterminer la composition chimique et la présentation physique d'une préparation phytosanitaire, prête à l'emploi. 
L'activité biologique d'un pesticide, qu'il s'agisse d'un produit de nature chimique ou biologique, dépend de sa matière active (MA - appelée aussi « substance active »). 
Un produit phytosanitaire est rarement composé d'une matière technique pure. La matière active est habituellement formulée avec d'autres matières pour constituer le produit commercialisé, ou préparation, qui peut être diluée lors de l'utilisation.
La formulation améliore les propriétés d'une préparation en vue de faciliter la manutention, le stockage, l'application, et peut aussi influencer sensiblement l'efficacité et la sécurité.
La terminologie de la formulation suit une convention à deux lettres : (par exemple GR = granulés) indiquée dans le « Catalogue des types de formulation des pesticides » (Catalogue of Pesticide Formulation Types - monographie n° 2) édité par CropLife International (anciennement GIFAP puis GCPF).
Certains fabricants ne suivent pas ces normes de l'industrie, ce qui peut entraîner de la confusion pour les utilisateurs.